# Donald McWatters
Donald „Don“ James McWatters (* 23. Januar 1941 in Maryborough, Queensland) ist ein ehemaliger australischer Hockeyspieler. Er gewann mit der australischen Nationalmannschaft eine olympische Bronzemedaille 1964.

## Sportliche Karriere
Der 1,83 m große Donald McWatters stand 1961 zum ersten Mal in der australischen Nationalmannschaft. Insgesamt wirkte der Außenverteidiger bis 1968 in 42 Länderspielen mit, in denen er 15 Tore erzielte. 
Bei den Olympischen Spielen 1964 in Tokio gewannen die Australier in der Vorrunde vier Spiele und unterlagen den Mannschaften aus Kenia und Pakistan. Als Gruppenzweite trafen sie im Halbfinale auf den Gruppensieger der anderen Vorrundengruppe und verloren mit 1:3 gegen die indische Mannschaft. Im Spiel um Bronze bezwangen die Australier die Spanier mit 3:2. McWatters erzielte im Spiel um Bronze das zweite Tor der Australier.
Vier Jahre später wurden die Australier bei den Olympischen Spielen 1968 in Mexiko-Stadt Olympiazweiter. Donald McWatters gehörte zum australischen Aufgebot, wurde aber nicht eingesetzt.
Donald McWatters wurde 2019 in die Hall of Fame des australischen Hockeyverbands aufgenommen.